# Coeliccia furcata
Coeliccia furcata là loài chuồn chuồn trong họ Platycnemididae. Loài này được Hämäläinen mô tả khoa học đầu tiên năm 1986.